# ایروینگ اویل
ایروینگ اویل (انگلیسی: Irving Oil) شرکت پالایش نفت کانادایی است، که در سال ۱۹۲۴ توسط کی. سی. ایروینگ تأسیس شد.